# Кабоча

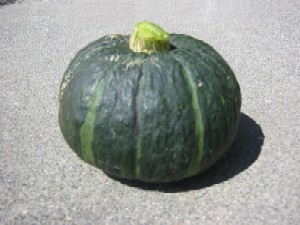
Цілий кабачок кабоча

Кабоча (від японськоїカボチャ, 南瓜) — вид зимових кабаків, японський сорт виду Cucurbita maxima. У Північній Америці його також називають кабачком кабоча або японським гарбузом . У Японії «кабоча» може стосуватися або цього кабачка, західного гарбуза, або навіть інших кабачків. 

## Опис
Кабоча тверда зовні з горбкуватою шкірою. За формою він нагадує присадкуватий гарбуз і має тьмяну темно-зелену шкірку з кількома смугами кольору селадону та насиченого жовто-оранжевого кольору всередині. Середня кабоча важить від двох до трьох фунтів, але великий кабачок може важити до восьми фунтів. 

## Використання в кулінарії
Кабоча має надзвичайний солодкий смак, навіть солодший, ніж гарбуз. За текстурою та смаком він схожий на поєднання гарбуза та батату.  Деякі кабоча може мати смак картоплі або каштанів.  Шкірка їстівна, хоча деякі кухарі можуть очищати її, щоб прискорити процес приготування або задовольнити свої особисті смакові уподобання. Кабоча зазвичай використовується в гарнірах і супах, або як заміна картоплі чи інших сортів кабачків. Його можна смажити, розрізавши кабачок навпіл, видаливши насіння, а потім нарізавши кабачок скибочками. З невеликою кількістю олії та приправ можна запікати в духовці. Так само нарізані половинки кабочі можна додати в скороварку і варити на пару під високим тиском протягом 15-20 хвилин. Кабочу можна повільно запікати цілком і без розрізів у конвекційній печі, після чого весь кабачок стане м’яким і їстівним, включаючи шкірку.
Кабоча доступна цілий рік, але найкраще в кінці літа та на початку осені. Кабоча переважно вирощується в Японії, Південній Кореї, Таїланді, Каліфорнії, Флориді, Гаваях, Південно-Західному Колорадо, Мексиці, Тасманії, Тонга, Новій Зеландії, Чилі, Ямайці та Південній Африці, широко адаптована для клімату, який забезпечує вегетаційний період 100 днів і більше. Більшість кабочі, вирощеної в Каліфорнії, Колорадо, Тонга та Новій Зеландії, фактично експортується до Японії. 

### Японія
В Японії кабоча є поширеним інгредієнтом овочевої темпури, а також готують суп і корокке.  Менш традиційні, але популярні використання включають його включення в десерти, такі як пироги, пудинг і морозиво.  

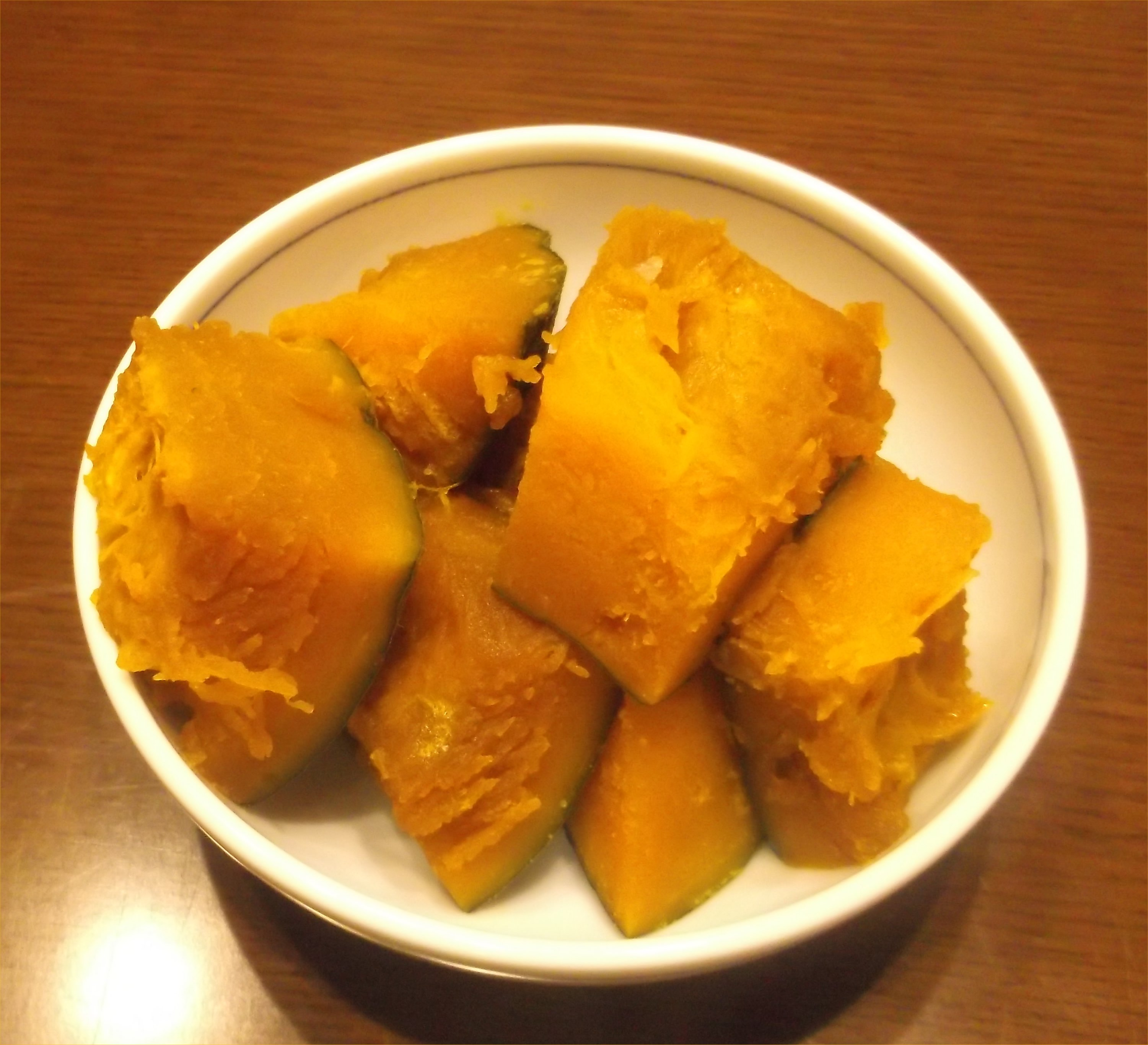
Німоно кабоча, частина японської кухні
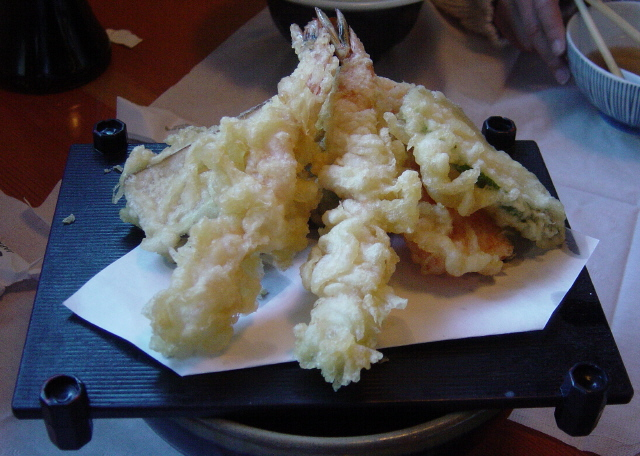
На зображенні праворуч кабоча є поширеним інгредієнтом темпури

### Корея
У Кореї данхобак ( 단호박 ) зазвичай використовується для приготування хобак-юк (гарбузова каша).

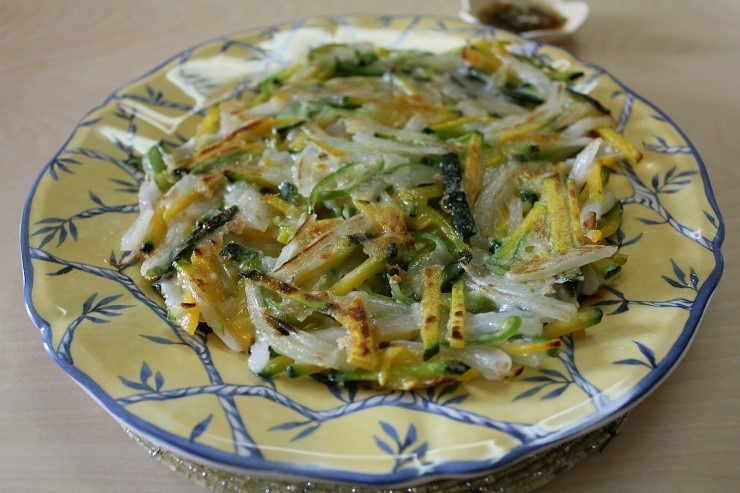
Кабоча млинець
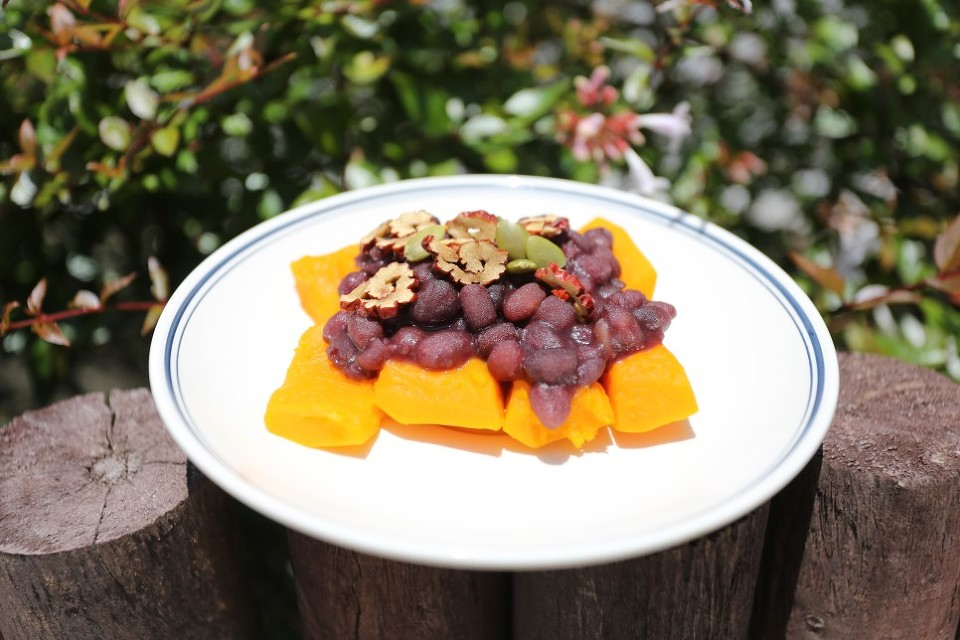
Приготована на пару кабоча з червоною квасолею та зизифусом
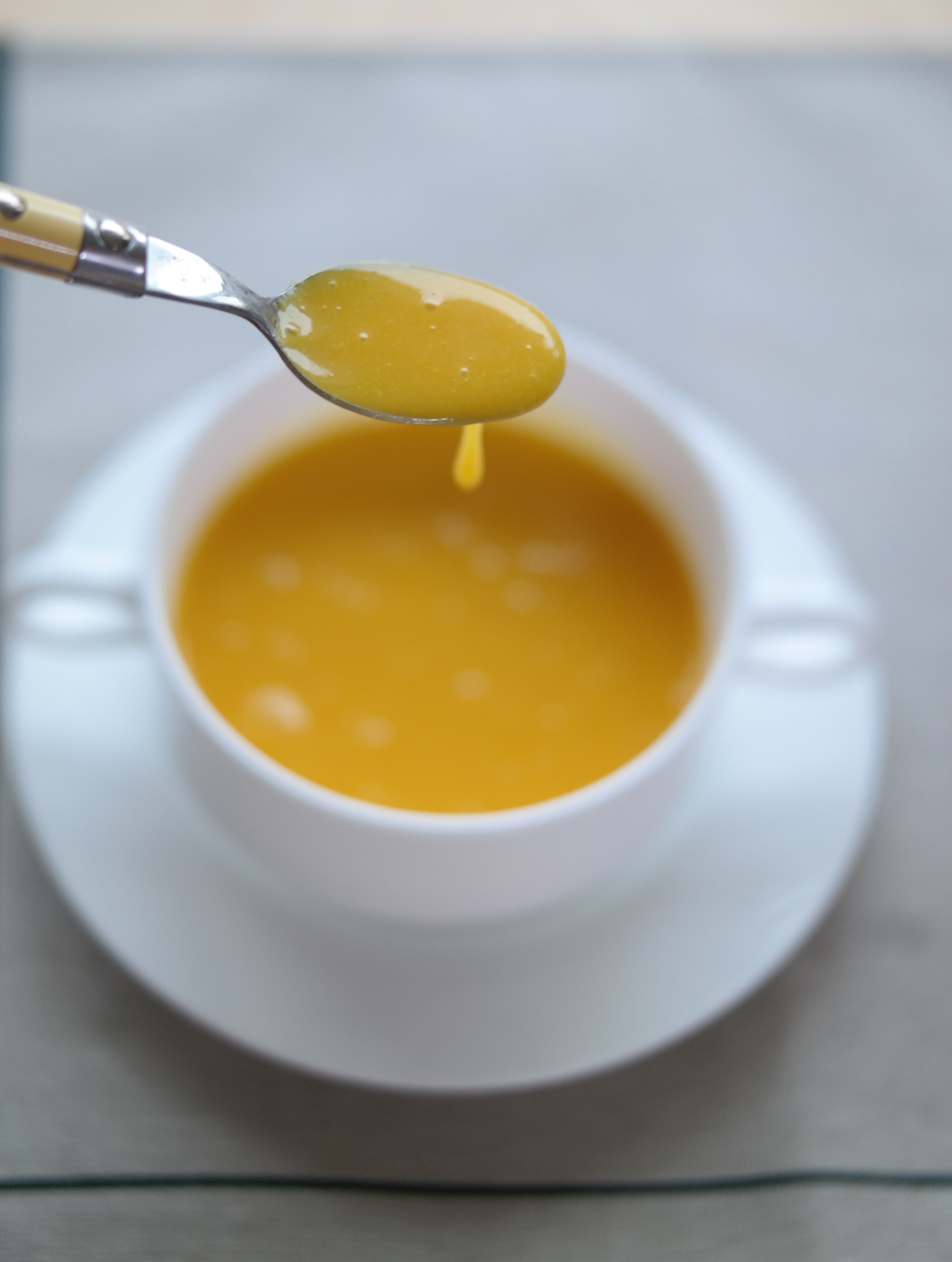
Каша кабоча
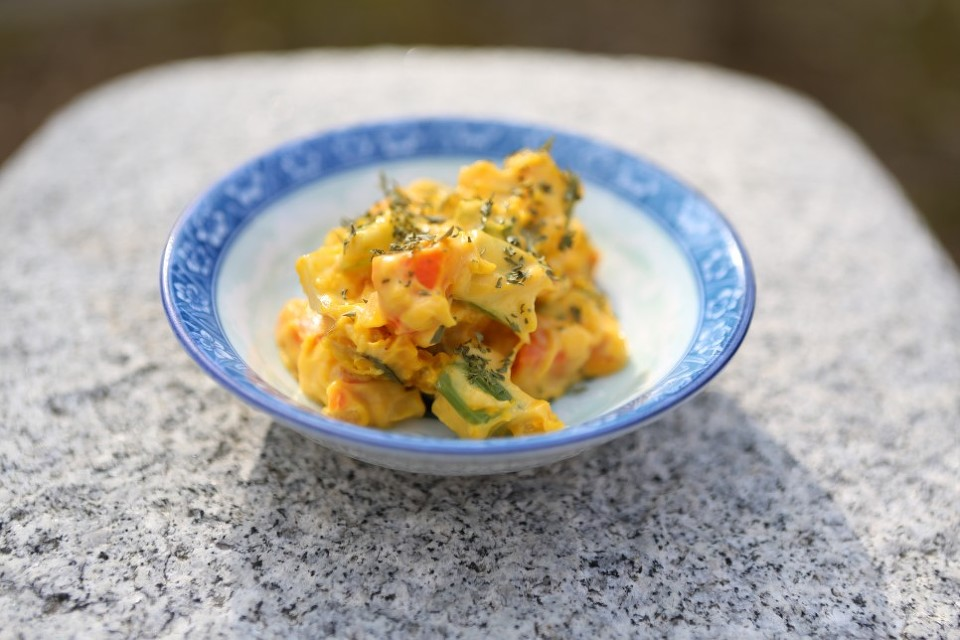
Салат кабоча
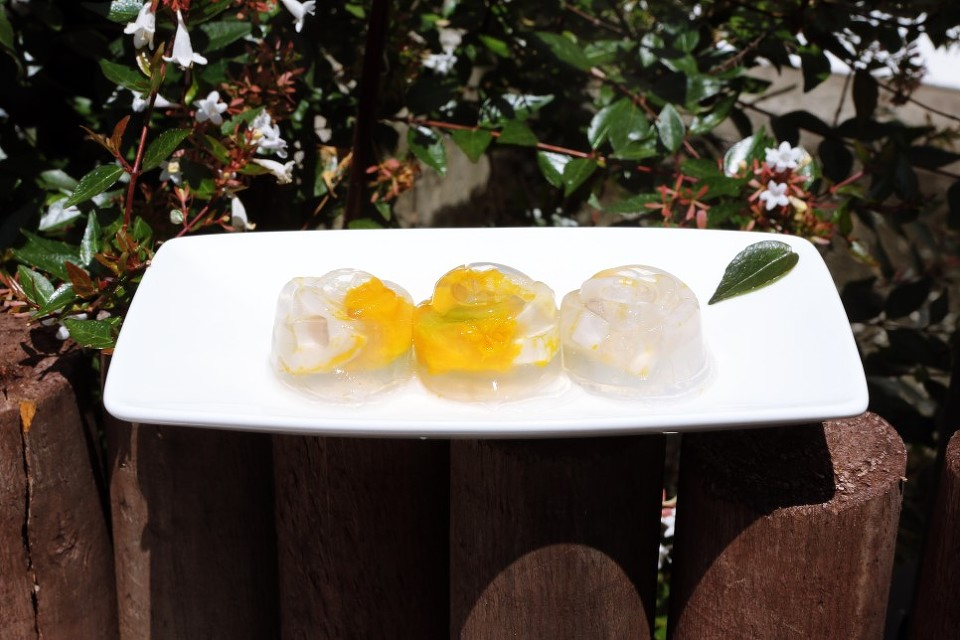
Кабоча та желе з ямсу
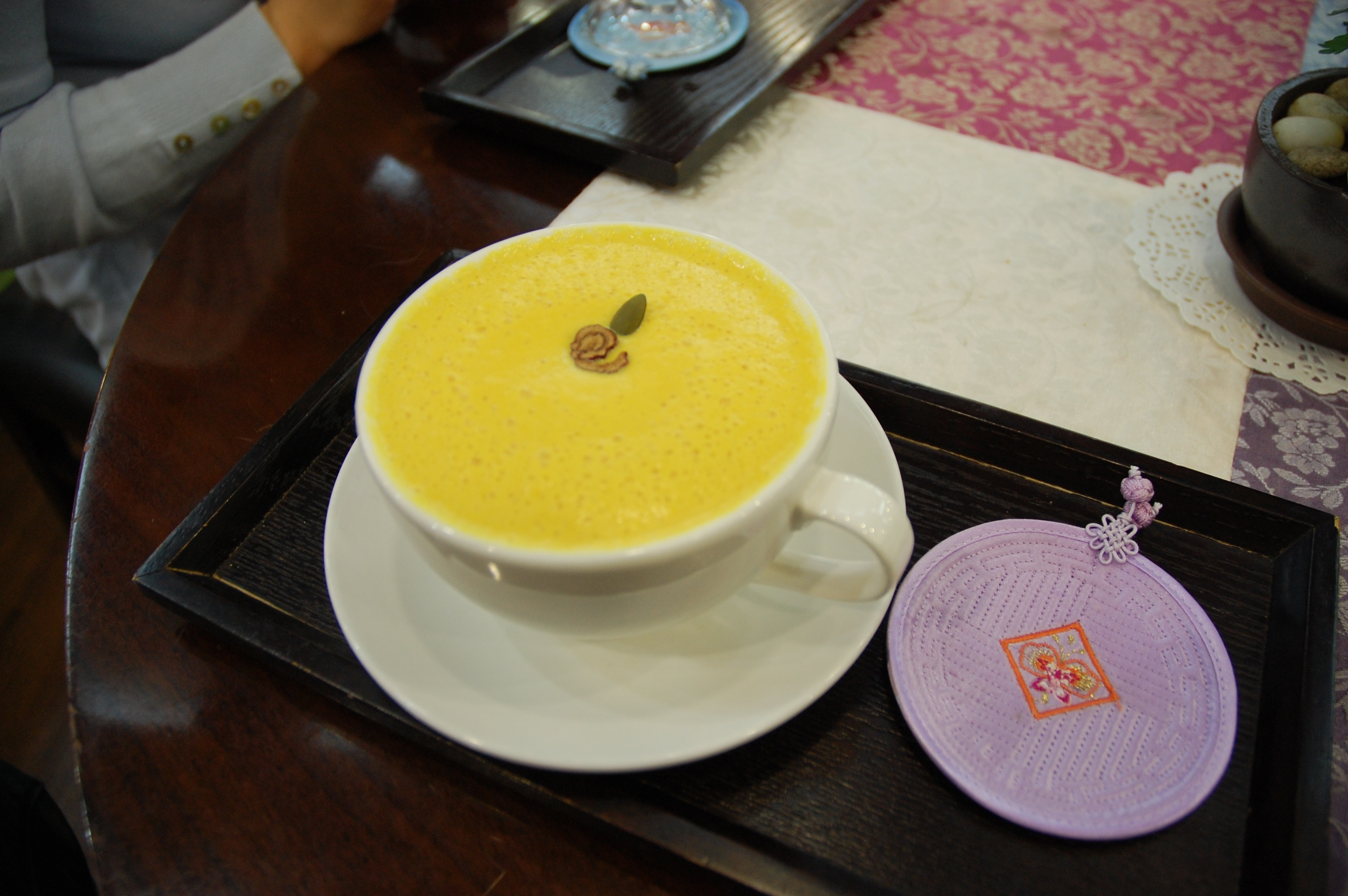
Кабоча латте

## Історія
Усі кабачки були одомашнені в Мезоамериці. У 1997 році нові дані свідчать про те, що одомашнення відбулося 8000-10 000 років тому, на кілька тисяч років раніше, ніж попередні оцінки.  Це було б на 4000 років раніше, ніж одомашнення кукурудзи та квасолі, інших основних груп харчових рослин у Мезоамериці. 
Португальські моряки завезли кабочу в Японію в 1541 році, привізши її з собою з Камбоджі. Португальська назва кабачка Camboja abóbora (カンボジャ・アボボラ) була скорочена японцями до kabocha. Крім того, португальське походження — слово cabaça, що означає гарбуз. Kabocha пишеться кандзі як 南瓜 (буквально «південна диня»), а також іноді згадується як 南京瓜 (нанкінська диня).  У Китаї цей термін застосовується до багатьох видів кабачків із твердішою шкіркою та м’якоттю (включно з гарбузами), а не лише до кабачів.

## Галерея

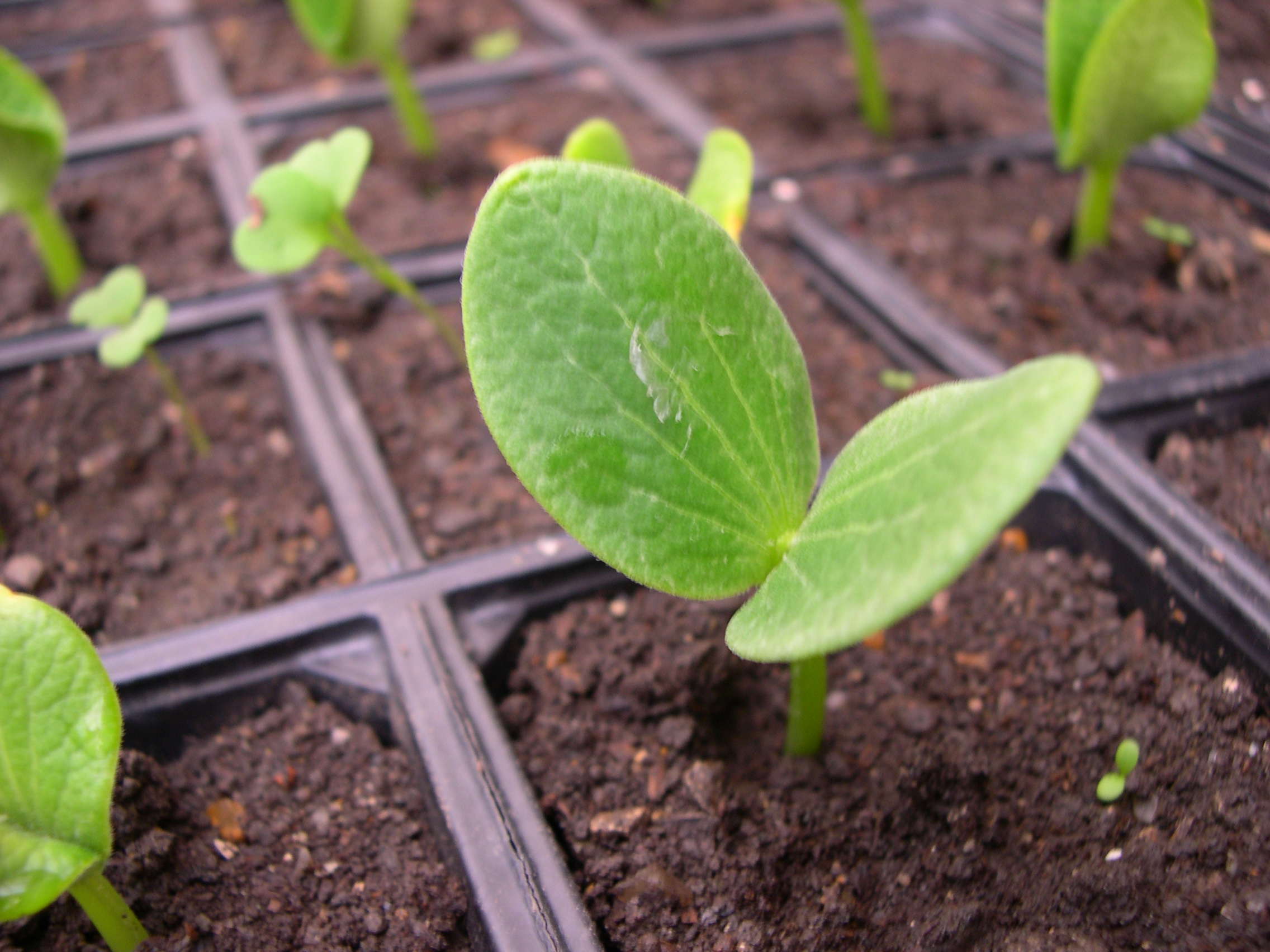
Розсада
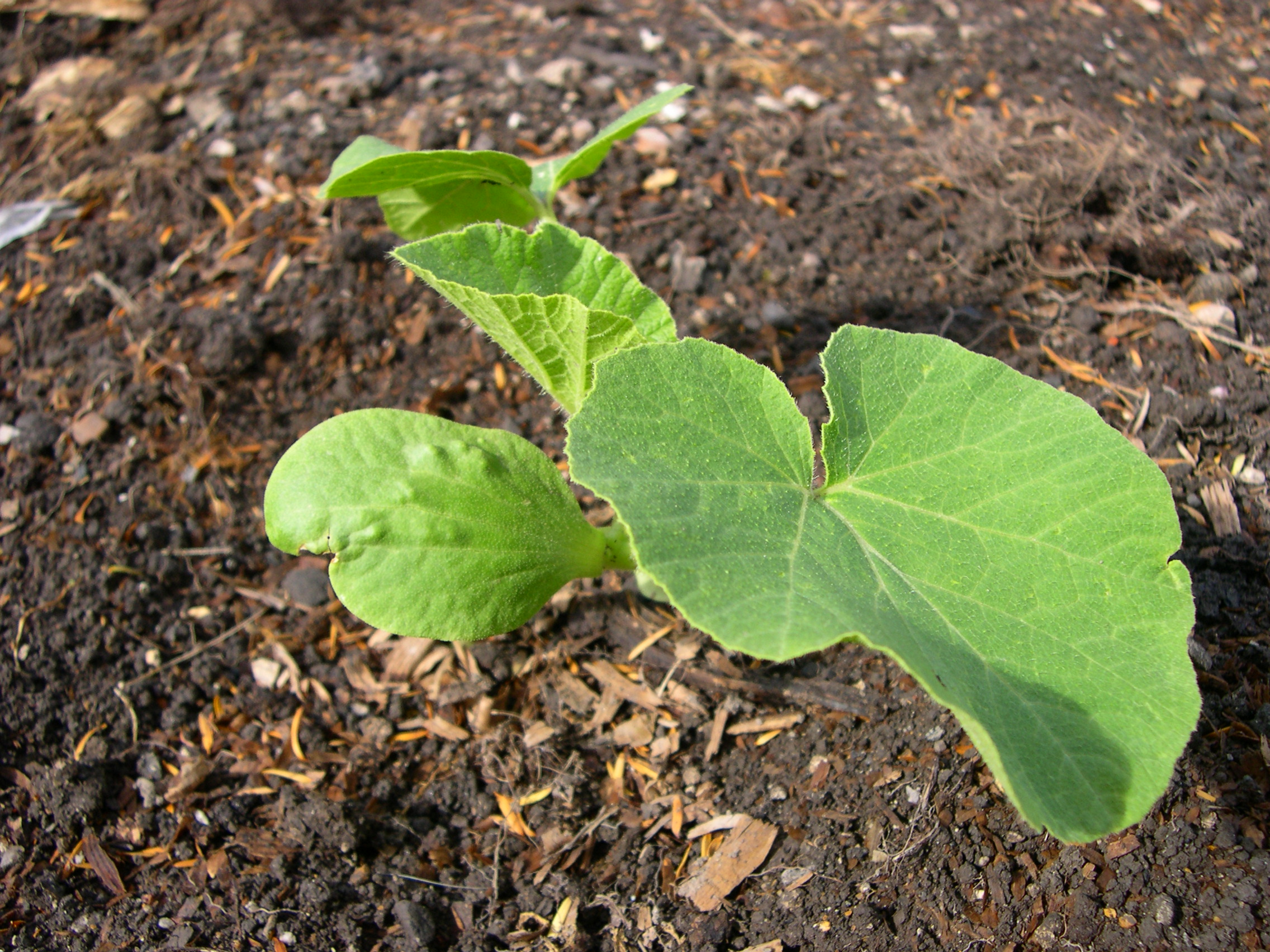
Перший листок
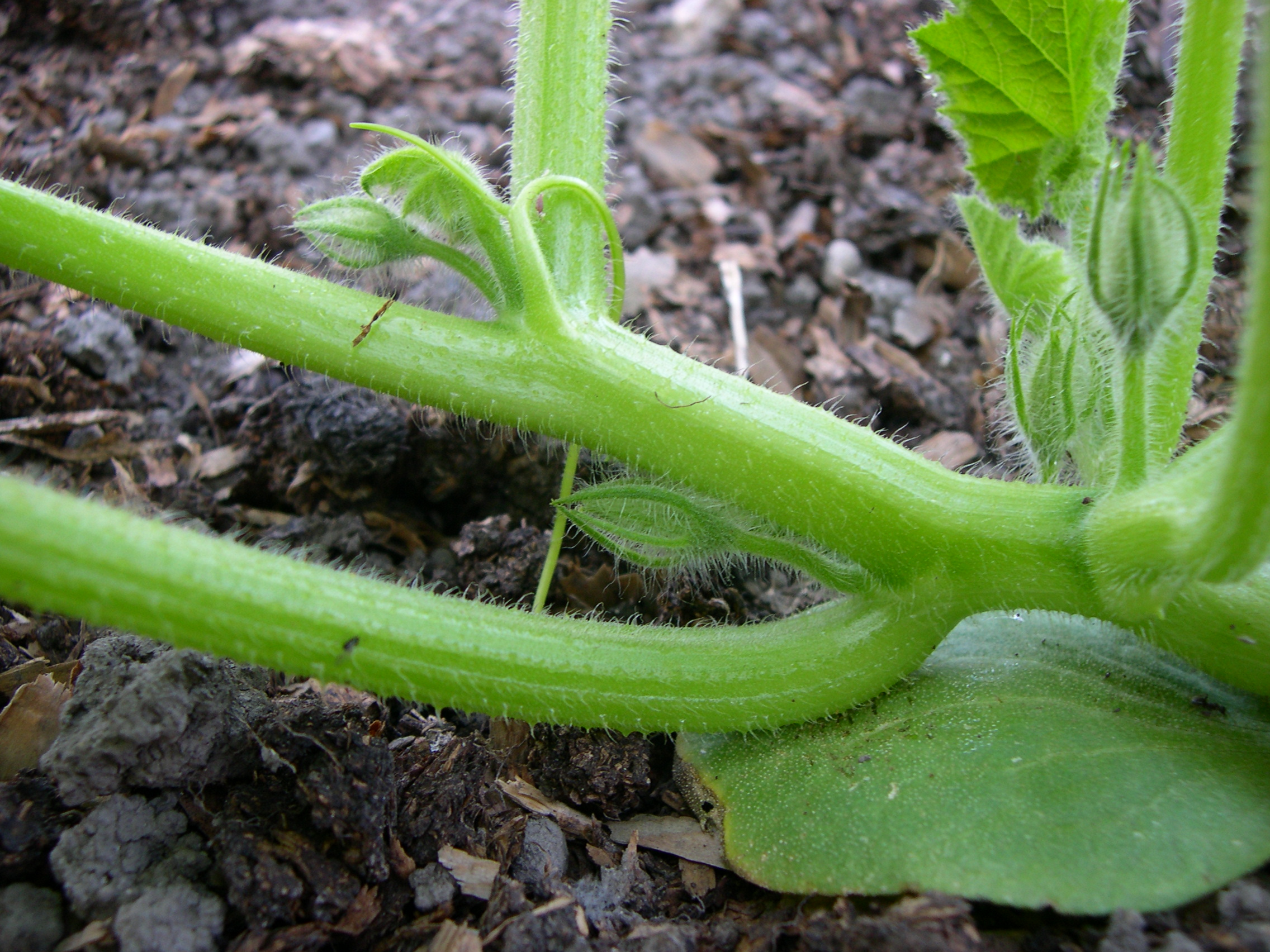
Розгалужена звичка
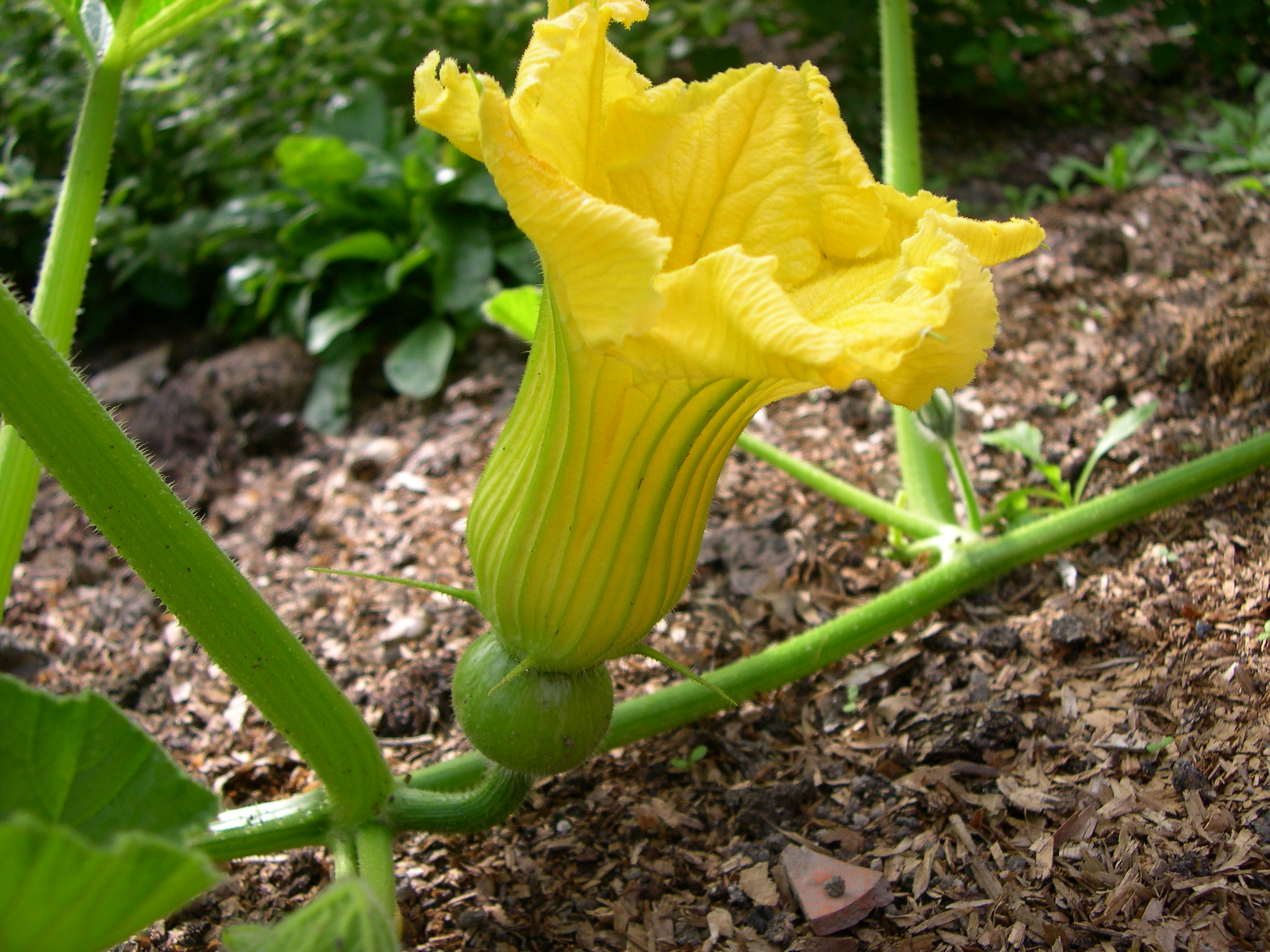
Квітка
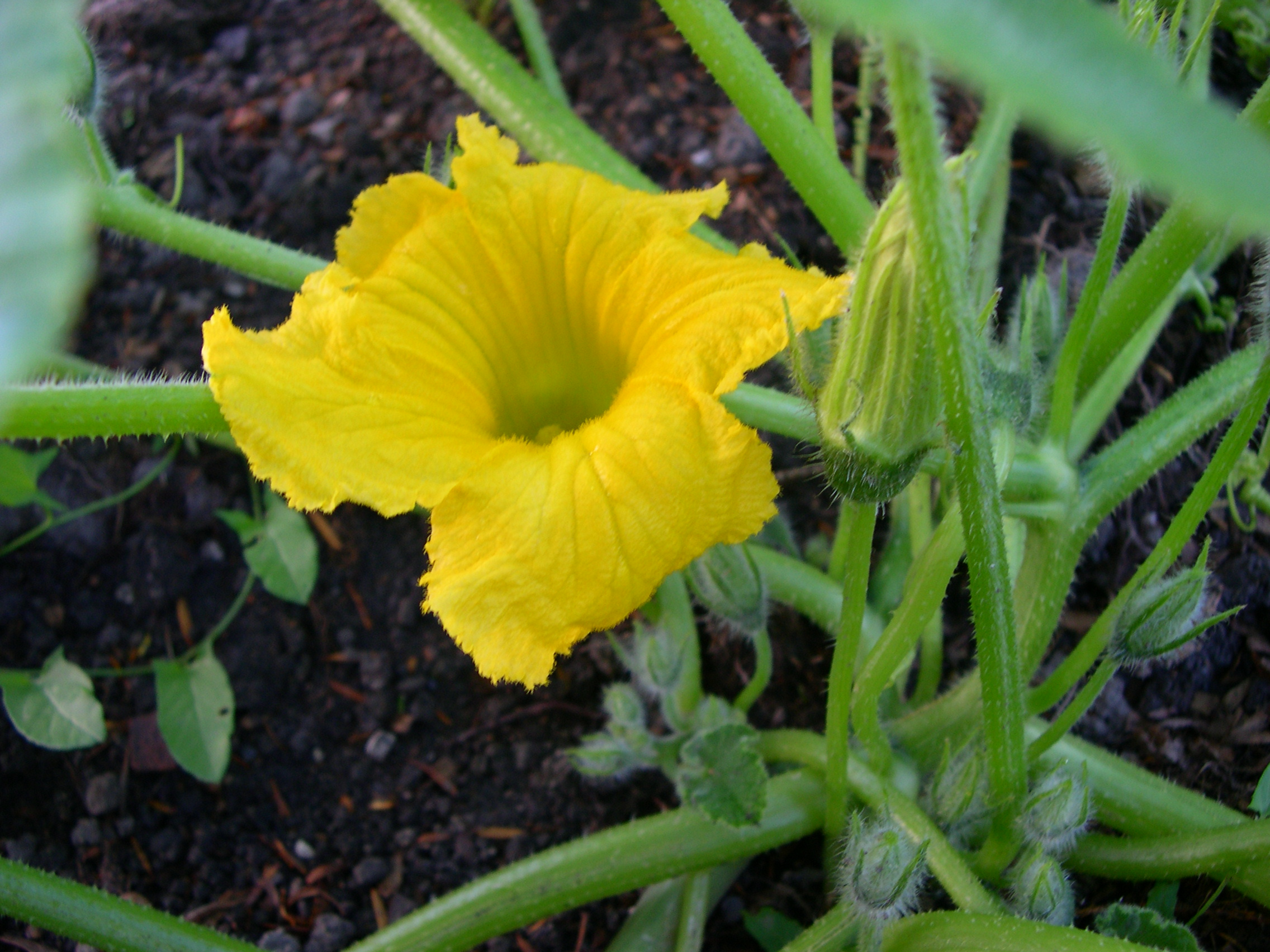
Квітка і бутон квітки
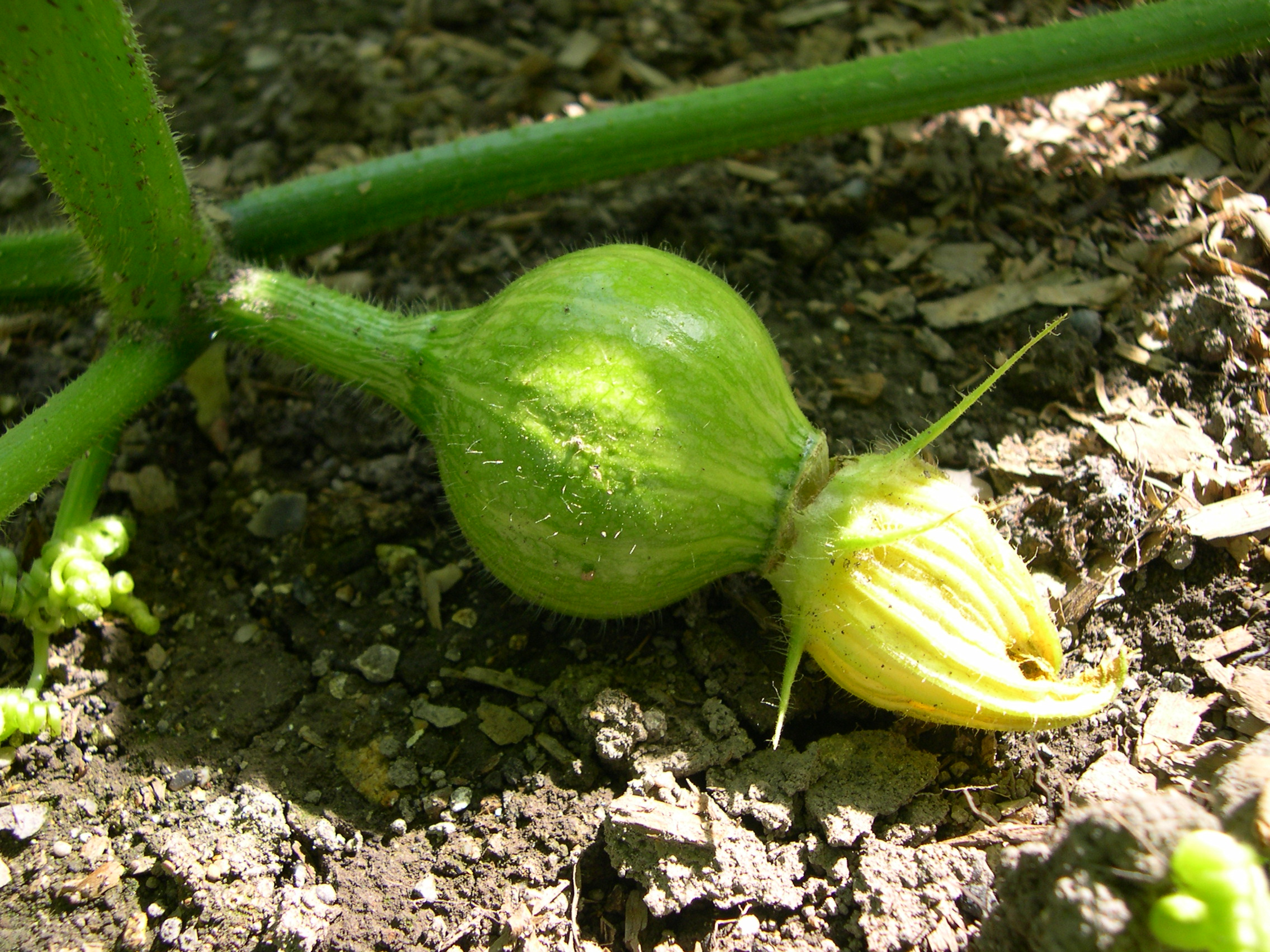
Молоді плоди
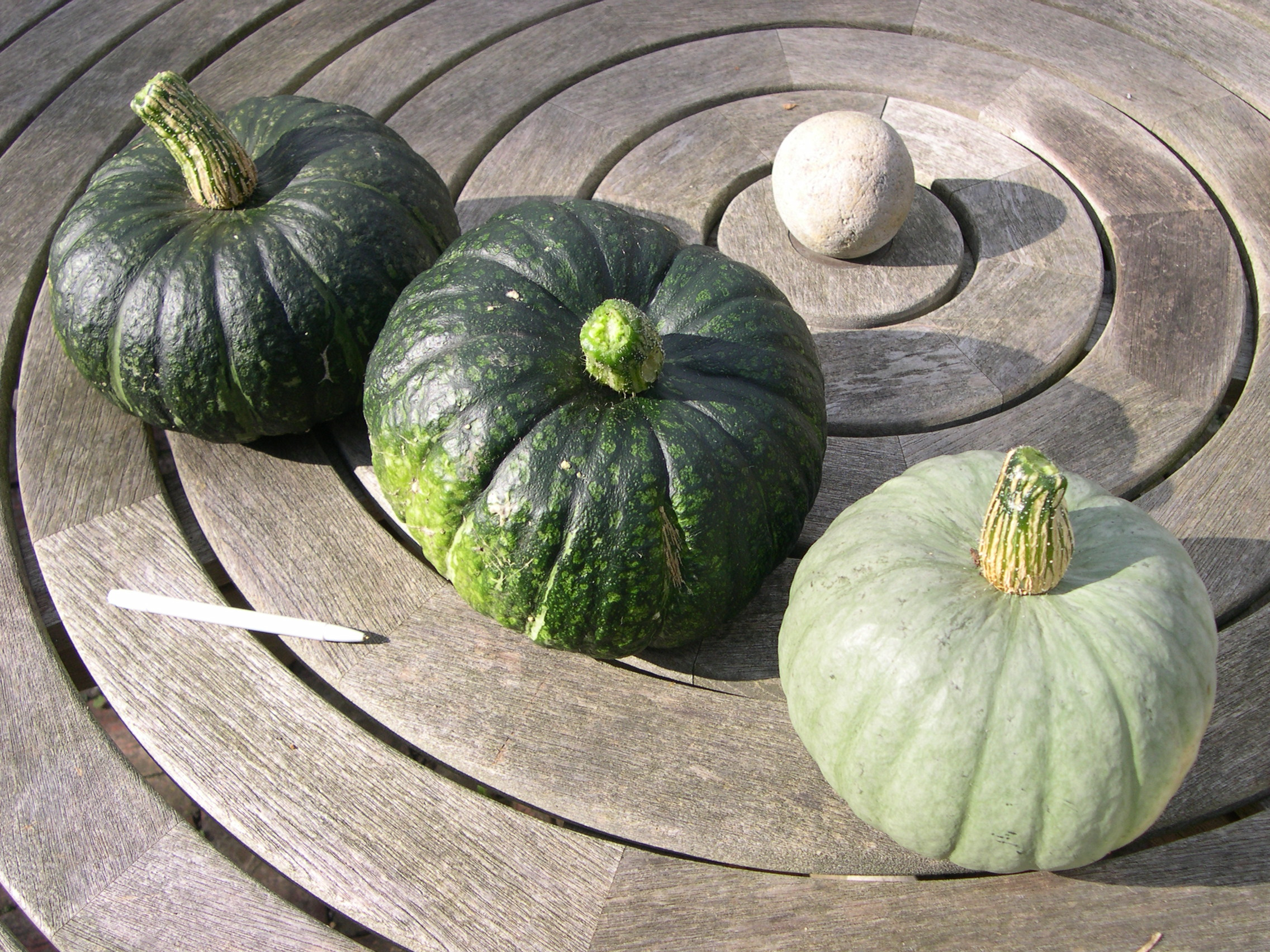
Цілі кабачки
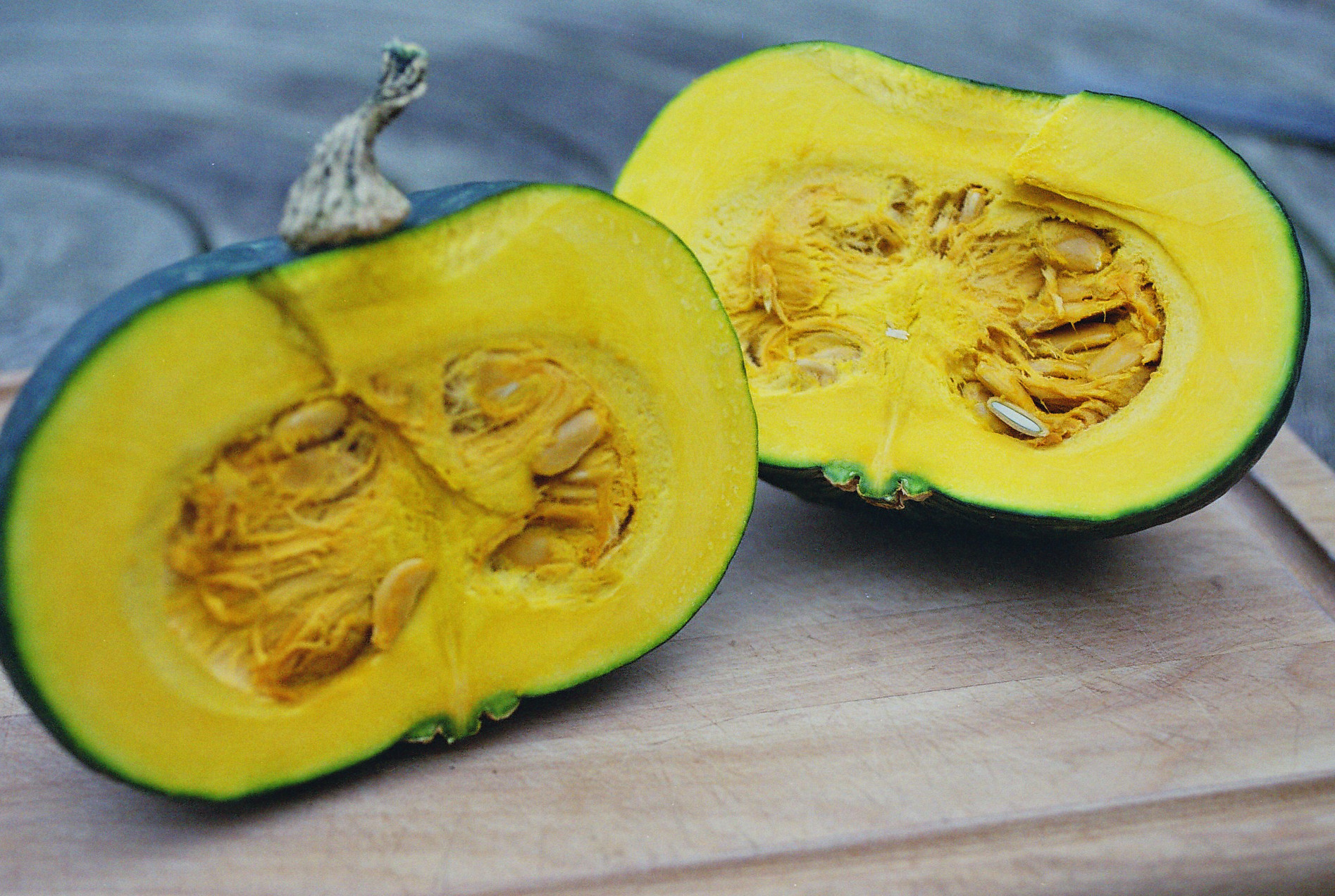
Розріз
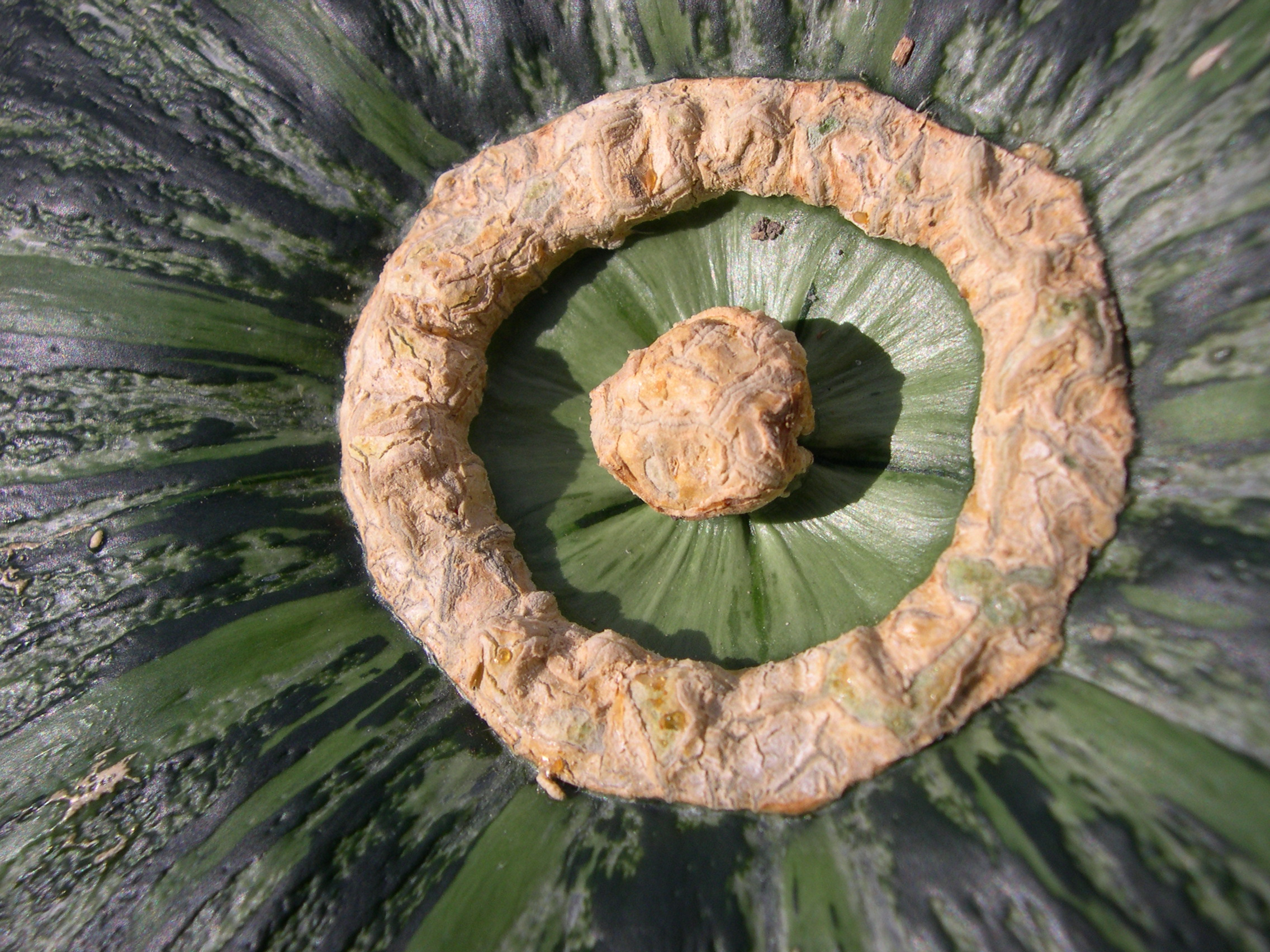
Квітковий шрам
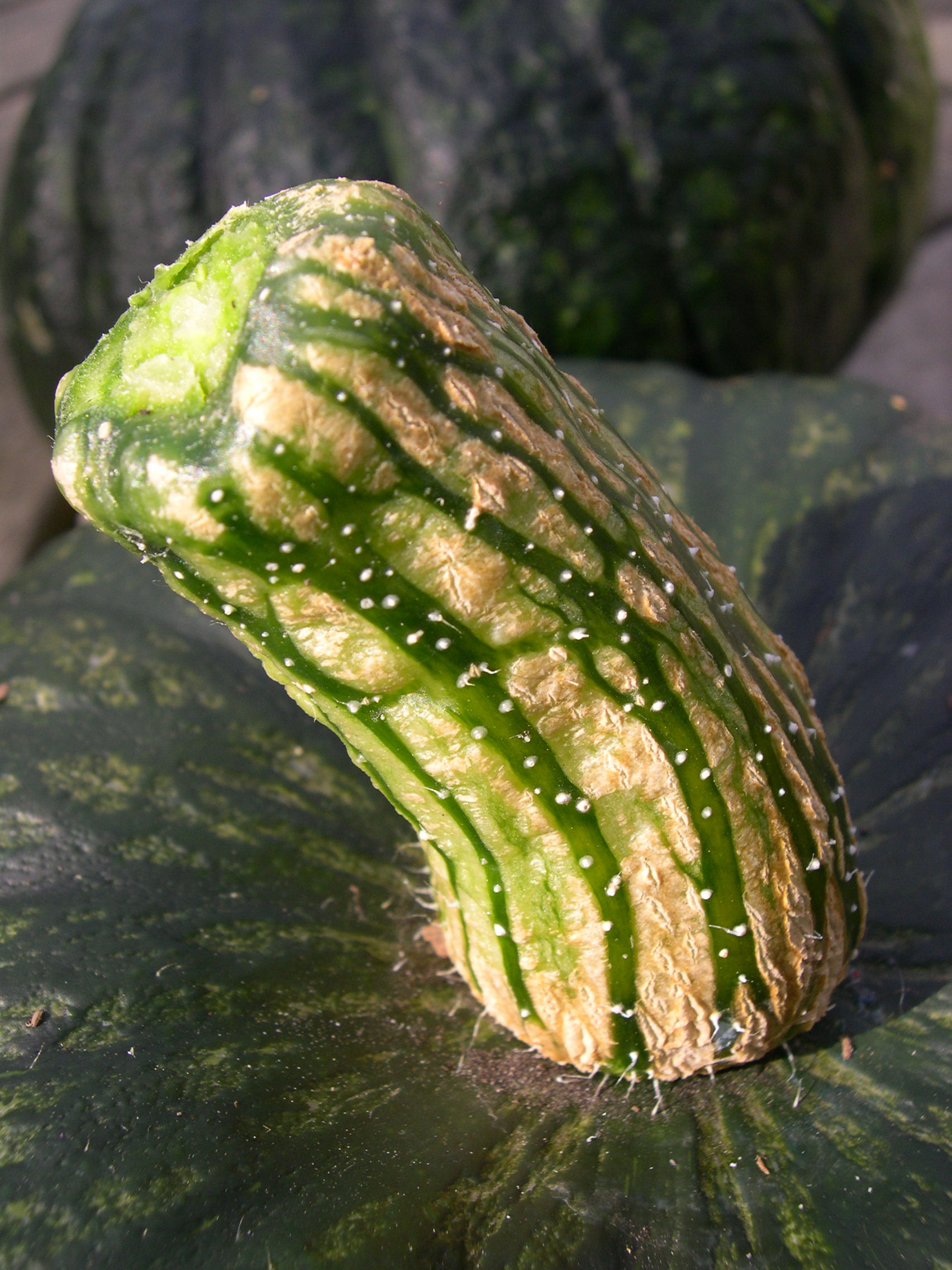
Квітконіс
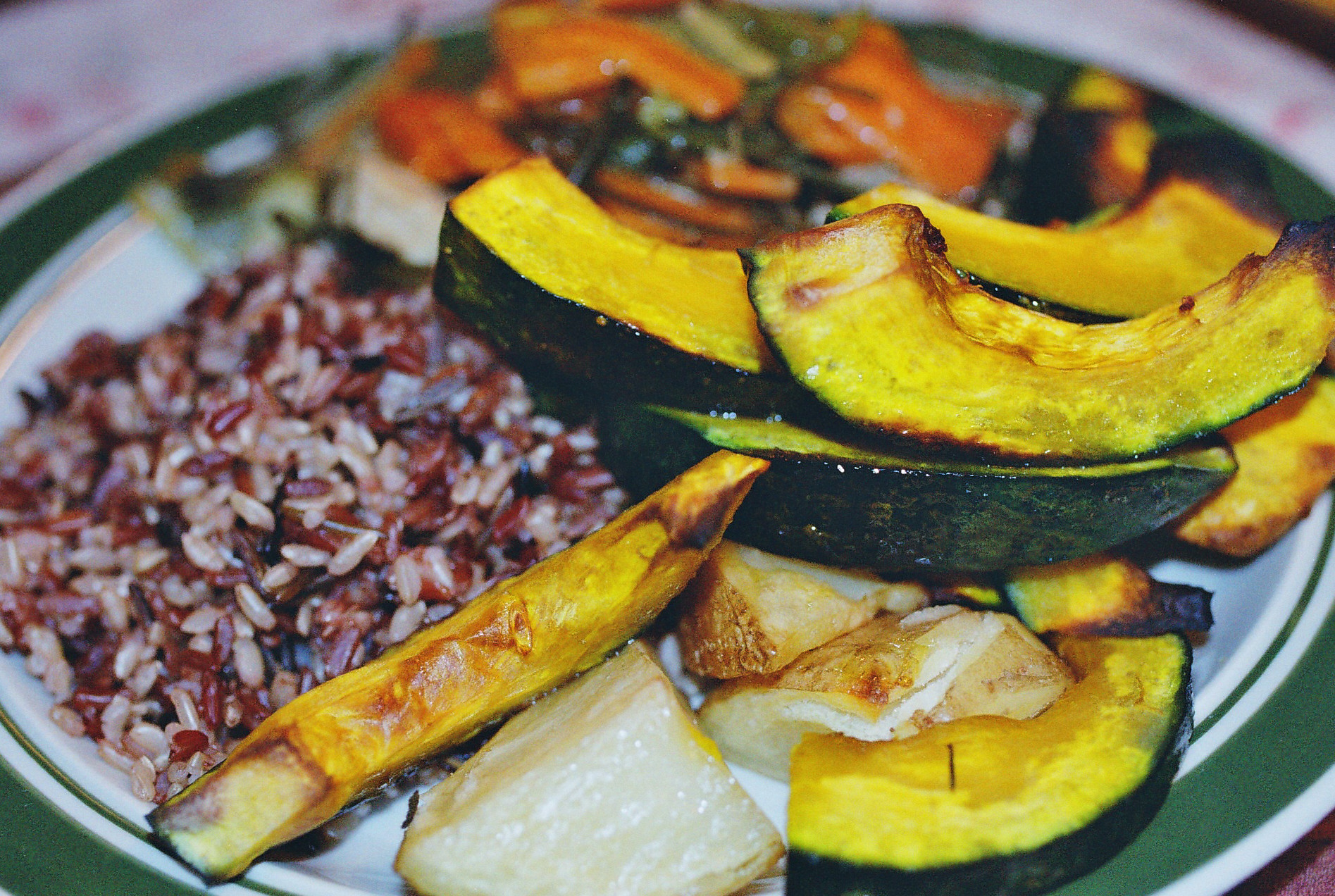
Страва зі смаженої кабочі